# Smiles from Chapanoland
Smiles from Chapanoland es el segundo álbum de la banda Boom Boom Kid y octavo del músico Carlos Rodríguez publicado en 2004.
En título Chapanoland es un cementerio que inventa el cantante.

## Lista de canciones
1. B.B. Purrs... En manos del destino y a veces un poco sucio 0:48
2. Eni 1:57
3. Si esas paredes hablaran, maría ojos negro no más 1:43
4. Fueguitos 1:50
5. She runaway 3:04
6. Perfume de vos 1:32
7. Paranoia Candy Blues 2:37
8. You think you're better? 1:57
9. Ditry connections 1:56
10. Typical 2:20
11. Te acordas de Jimbo? 2:23
12. Si está oscureciendo, me voy a ver el sol 2:26
13. Es duro ser una chica en cualquier lugar 1:47
14. Cuanto aprendi del sufrimiento de ayer 2:17
15. My glucklich 1:59
16. Carino, rápido! un ticket hacia vos 1:30
17. Ollie over the hate 1:26
18. Meet the fresh 2:04
19. Grind your depression 1:15
20. Turn off... the radio 1:38
21. Música (Medicina es) parte II 2:18